# Acalypha portoricensis
Acalypha portoricensis é uma espécie de flor do gênero Acalypha, pertencente à família Euphorbiaceae.